# مصاحف الصحابة
مصاحف الصحابة هي مصاحف فردية، كتبها بعض الصحابة لأنفسهم، لم يتوخَّوا فيها مطابقتَها لما ثبت في العرضة الأخيرة؛ ولذا خالفت هذه المصاحف الفردية المصحف الإمام، الذي أجمعت عليه الأمة كلها.
وقد يشكل هنا ما اشتهر من أن بعض مصاحف الصحابة الخاصة فيها زيادات ليست في المصاحف التي بين أيدينا، ويزول ذلك الإشكال حين تعلم أن هذه المصاحف إنما كتبها أولئك الأصحاب لأنفسهم، وكانوا يزيدون فيها ما هو من باب التفسير والإيضاح، كما زاد مثلا عبد الله بن مسعود في مصحفه: (وهو أبوهم) بعد قوله تعالى: {النَّبِيُّ أَوْلَى بِالْمُؤْمِنِينَ مِنْ أَنْفُسِهِمْ وَأَزْوَاجُهُ أُمَّهَاتُهُمْ} [سورة الأحزاب، الآية: 6]، فزيادته تلك هي زيادة إيضاح وتفسير، ولم يجد في ذلك حرجا لأنه إنما كتب المصحف لنفسه، وهو يعلم أن هذه الإشارات والملاحظات ليست من نصّ القرآن.
إن ترتيب مصاحف الصحابة جاء مختلفًا؛ حيث كانوا يكتبون لأنفسهم لا للأمة، ولم يؤمروا بترتيب معيَّن، ولهذا أقروا بالإجماع على ترتيب السور في مصحف أبي بكر، بل سلموا صحفهم هذه لعثمان بن عفان ليحرقها إجماعًا منهم على الترتيب في مصاحف عثمان الذي وافق ترتيب مصحف أبى بكر، ومن قبل قراءة رسول الله صلّى الله عليه وسلم، ولا سيما في العرضة الأخيرة.

## التعريف بمصاحف الصحابة
هي مصاحف فردية، كتبها بعض الصحابة لأنفسهم، لم يتوخَّوا فيها مطابقتَها لما ثبت في العرضة الأخيرة؛ ولذا خالفت هذه المصاحف الفردية المصحف الإمام، الذي أجمعت عليه الأمة كلها. وخلاف هذه المصاحف الخاصة مع مصاحف عثمان بالزيادة، أو بالنقص، أو بالتقديم والتأخير.
ولقد اتحدت كلمة المسلمين على عدم القراءة بما تضمنتها هذه المصاحف، بل إن المسلمين لم يعنوا بها فتيلًا؛ ولذا امحت آثارها ودرست، ولم يبق منها شيء اللهم إلا بعض مرويات في كتب المصاحف وبعض كتب الحديث والتفسير.
إن مصاحف الصحابة كانت خاصة بهم، جمعت إلى القرآن بعض مسائل العلم، وبعض المأثورات، فهي إلى كتب العلم أقرب منها إلى المصاحف المجردة، ومن هنا وجدنا الذين استنسخوا المصاحف العثمانية لم يعتمدوا عليها، بل اعتمدوا على جمع أبي بكر، الذي اعتمد على ما جمع بين يدي النبي - صلى الله عليه وسلم - ومن هنا فقد عدلوا جميعا عن هذه المصاحف، وساروا على ما سار عليه الصحابة جميعا، ووافقوا على مصاحف عثمان، وما فيها من لفظ وترتيب، وترك ما سواها.

## اختلاف المصاحف
إن تلك المصاحف كانت لبعض الصحابة، والتي كان يخالف بعضها بعضًا على مقدار ما وصل إليه علم الواحد منهم بأحرف القراءات، وبما نسخ وما لم تنسخ تلاوته في العرضة الأخيرة.

## بعض المؤلفات في اختلاف المصاحف القديمة
ولقد كتب نفر من السَّلف كتبًا عرضوا فيها للمصاحف القديمة التي سبقت مصحف عثمان، والتي جاء مصحف عثمان مُلغِيًا لها، نذكر منها:
1- اختلاف مصاحف الشام والحجاز والعراق، لعبد الله بن عامر اليحصبي.
2- اختلاف مصاحف أهل المدينة وأهل الكوفة وأهل البصرة، عن الكسائي.
3- اختلاف أهل الكوفة والبصرة والشام في المصاحف، لأبي زكريا الفراء.
4- اختلاف المصاحف، لخلف بن هشام.
5- اختلاف المصاحف وجامع القراءات، للمدائني.
6- اختلاف المصاحف، لأبي حاتم السجستاني.
7- المصاحف والهجاء، لمحمد بن عيسى الأصبهاني.
8- المصاحف، لابن أبي داود السجستاني.
9- المصاحف، لابن الأنباري.
10- المصاحف، لابن أشته الأصبهاني.
11- غريب المصاحف لمحمد بن عبد الله الوراق.
وترى من هذا العرض لهذه الكتب ومؤلفيها أن المصحف الإمام لم يلغ المصاحف، التي جاء ليلغيها، إلغاء تامًّا، وأن هذه المصاحف بخلافها على المصحف الإمام ظلت حية، إن لم تكن كتابة فحفظًا.
وأول كتاب في هذا كان لابن عامر، وابن عامر كانت وفاته سنة (118هـ)، أي: بعد مقتل عثمان بما يقرب من ثلاثة وثمانين سنة؛ فلقد كانت وفاة عثمان في الخامسة والثلاثين من الهجرة.
ولقد انتهى إلينا من هذه الكتب كلها كتاب المصاحف لابن أبى داود السجستاني.

## أشهر مصاحف الصحابة
1- مصحف عمر بن الخطاب.
2- مصحف علي بن أبي طالب.
3- مصحف عائشة.
4- مصحف حفصة.
5- مصحف أم سلمة.
6- مصحف عبد الله بن الزبير.
7- مصحف أبي بن كعب.
8- مصحف عبد الله بن عباس.
9- مصحف عبد الله بن مسعود.

## نموذج من اختلاف تلك المصاحف عن المصحف العثماني
مصحف عمر بن الخطاب
حدثنا عبد الله، حدثنا عبد الله بن سعيد، حدثنا يحيى بن إبراهيم بن سويد النخعي، حدثنا أبان بن عمران النخعي قال: قلت لعبد الرحمن بن الأسود: إنك تقرأ: (صراط مَنْ أنعمت عليهم غير المغضوب عليهم وغير الضالين) فقال: حدثني أبي- وكان ثقة-: أنه صلى خلف عمر بن الخطاب فسمعه يقرؤها.
حدثنا عبد الله، أنا أحمد بن سنان، أنا أبو معاوية، نا الأعمش، عن إبراهيم، عن الأسود، عن عمر أنه كان يقول: (مالك يوم الدين) وكان يقرأ (صراط مَن أنعمت عليهم غير المغضوب عليهم وغير الضالين).

## أهمية المقال
يسلّط هذا المقال الضوء على موضوع يعدّ من تاريخ القرآن وهي المصاحف الفردية التي كتبها بعض الصحابة لأنفسهم، ولم يتوخَّوا فيها مطابقتَها لما ثبت في العرضة الأخيرة؛ ولذا خالفت هذه المصاحف الفردية المصحف الإمام، الذي أجمعت عليه الأمة كلها. 
ولقد اتحدت كلمة المسلمين على عدم القراءة بما تضمنتها هذه المصاحف؛ ولذا امحت آثارها ودرست، ولم يبق منها شيء اللهم إلا بعض مرويات في كتب المصاحف وبعض كتب الحديث والتفسير.